# Браун, Макс (актёр)
Макс Бра́ун (англ. Max Brown, род. 10 февраля 1981, Илкли, Йоркшир, Англия) — английский актёр. Наиболее известен по ролям Эдуарда Сеймура в культовом телесериале «Тюдоры» со второго по четвёртый сезоны, Димитрия Левендиса в сериале «Призраки» в девятом и десятом сезонах и доктора Эвана Маркса в телешоу «Красавица и Чудовище» в первом сезоне.

## Биография
Браун вырос со своей семьёй в Шрусбери в Шропшире, у него есть две сестры, Хлои и Фиби. Он с детства был увлечён актёрской игрой и выступал на сцене мюзик-холла в Шрусбери.
С 2005 по 2008 год был женат на Полли Роуз. С 2012 года женат на модели Аннабель Хорси. У них есть двое детей — дочь Лайла Примроуз (род. 13 мая 2013) и сын Рафферти (род. 16 мая 2017).

## Фильмография

### Кино
| Год  | Название на русском  | Название на английском | Роль         | Примечания      |
| ---- | -------------------- | ---------------------- | ------------ | --------------- |
| 2002 | Падшие ангелы        | Fallen Angels          | Брэд         |                 |
| 2006 | Туристас             | Turistas               | Лиам         |                 |
| 2006 |                      | True True Lie          | Чад          |                 |
| 2008 | Идеальное ограбление | Daylight Robbery       | доктор       |                 |
| 2009 |                      | Act of God             | Ричард Шорт  |                 |
| 2011 | Волнение             | Flutter                | Вагнер       |                 |
| 2012 |                      | Departure Date         | Кайл         |                 |
| 2012 |                      | Motorcycle Sweden      | Корто        | короткометражка |
| 2012 |                      | Love Tomorrow          | Доминик      |                 |
| 2019 | Аббатство Даунтон    | Downton Abbey          | Ричард Эллис |                 |

### Телевидение
| Год             | Название на русском     | Название на английском | Роль                          | Примечания                                                            |
| --------------- | ----------------------- | ---------------------- | ----------------------------- | --------------------------------------------------------------------- |
| 2001–2002       | Грэндж Хилл             | Grange Hill            | Дэнни Хартстон                | главная роль (сезоны 24–25); 36 эпизодов                              |
| 2001–2002       |                         | Crossroads             | Марк Расселл                  | главная роль                                                          |
| 2002–2004       | Холлиокс                | Hollyoaks              | Кристиан Харгривес            | главная роль                                                          |
| 2005            |                         | Down to Earth          | Леон                          | эпизод: «Tall Tales»                                                  |
| 2005            | Врачи                   | Doctors                | Кенни Паркс                   | эпизод: «Is There a Doctor in the House?»                             |
| 2005            | Катастрофа              | Casualty               | Саймон Брогтон                | эпизод: «Brief Encounters»                                            |
| 2006            | Биение сердца           | Heartbeat              | Пит Гримшоу                   | эпизод: «Give Peace a Chance»                                         |
| 2008            | Любовницы               | Mistresses             | Сэм Грей                      | главная роль (сезон 1); 6 эпизодов                                    |
| 2008–2010       | Тюдоры                  | The Tudors             | Эдуард Сеймур                 | главная роль (сезоны 2–4); 21 эпизод                                  |
| 2010            | Война Фойла             | Foyle's War            | Адам Вайнрайт                 | 3 эпизода                                                             |
| 2010–2011       | Призраки                | Spooks                 | Димитрий Левендис             | главная роль (сезоны 9–10); 14 эпизодов                               |
| 2012–2013; 2016 | Красавица и Чудовище    | Beauty & the Beast     | доктор Эван Маркс             | главная роль (сезон 1); 18 эпизодов гостевая роль (сезон 4); 1 эпизод |
| 2015            | Сонная лощина           | Sleepy Hollow          | Орион                         | эпизод: «Paradise Lost»                                               |
| 2016–2018       | Члены королевской семьи | The Royals             | принц/король Роберт Хенстридж | главная роль (сезоны 3–4); 20 эпизодов                                |
| 2023            | Нолли                   | Nolly                  | Майкл Саммертон               | мини-сериал                                                           |